# 김봉률
김봉률(金奉律, 1917년 12월 6일?~1995년 7월 19일)은 조선민주주의인민공화국의 군인이자, 정치인이다.
소련군 및 조선인민군 소속으로 활동했으며, 조선민주주의인민공화국의 인민무력부 부부장을 역임했다.